# Byl jednou jeden král...
Byl jednou jeden král... (översatt: Det var en gång en kung) är en tjeckoslovakisk sagofilm från 1955 i regi av Borivoj Zeman. Den bygger på Božena Němcovás saga Sul nad zlato. 

## Handling
En kung kallar sig Jag, den första. Han har tre döttrar och tänker lämna över styret till den av dem som älskar honom mest. När det visar sig att den yngsta, prinsessan Maruska älskar honom som hon älskar salt blir han arg och förvisar henne från riket. Men han inser snart att han begått ett stort misstag. 

## Rollista
- Jan Werich - kung Ja I
- Vlasta Burian - rådman Atakdále
- Irena Kačírková - prinsessan Drahomíra
- Stella Májová - prinsessan Zpevanka
- Milena Dvorská - prinsessan Maruska
- František Černý - Kuchar
- Lubomír Lipský - modiga prinsen
- Miroslav Horníček - charmiga prinsen
- Miloš Kopecký - smarta prinsen
- Terezie Brzková - gammal kryddförsäljerska
- Zdenek Díte - Zahradník
- Vladimír Ráž - Rybar
- Marie Glázrová - änkan Kubatova